# پیز بیوئن پیتشن
پیز بیوئن پیتشن (به لاتین: Piz Buin Pitschen) یک کوه در سوئیس است که در Scuol واقع شده‌است. پیز بیوئن پیتشن ۳٬۲۵۶ متر بالاتر از سطح دریا واقع شده‌است.